# 大須賀庸之助
大須賀 庸之助（おおすが ようのすけ、嘉永3年11月4日（1850年12月7日）－明治39年（1906年）4月17日）は、明治期の政治家。下総国香取郡磯山（現在の千葉県香取市（旧佐原市））出身。

## 経歴
豪農の出身で26歳の時に地元・磯山の戸長を務めて地租改正の実施に尽くした。その後千葉県の県会議員を務め、明治14年（1881年）に香取郡の郡長に就任して利根川の治水対策や佐原出身の伊能忠敬の贈位実現に尽力した。その頃、庸之助をはじめとする香取郡の人々は利根川の洪水防止策を求めていたが、利根川の恩恵を受けられずに水不足に苦しむ房総半島の人々はこれに強く反発して、地域間の対立を生じていた。そこで明治17年（1884年）、千葉県側の治水対策に不満を抱く茨城県と房総半島選出の県議達が連携して利根川以北の千葉県域を茨城県に譲る替わりに利根川の治水工事に茨城県が費用を負担するとした県境変更運動を開始したのである。これに対して強く反発したのが郡の中央部で南北に分断される事になる香取郡の郡長であった庸之助であった。彼は地元農民とともに反対運動を起こすも芳しい成果は出なかった。
明治23年（1890年）、郡長を辞した庸之助は第1回衆議院議員総選挙に当時の千葉県第3区（香取郡など）から出馬して衆議院議員に初当選した。一方、茨城県選出の衆議院議員達は県境変更法案を準備して帝国議会に望んだ。庸之助は議会において住民の生活圏を無視して人為的に分割することを不合理性を追及して、陳情に訪れる香取郡の住民と連携して県境変更反対論を内外で唱えた。だが、無所属や独立倶楽部、立憲革新党といった比較的少数政党を渡り歩いた庸之助は自由党の候補者によって第3回・第5回の総選挙において苦杯を嘗めさせられた。その間にも茨城県側の工作は進み、庸之助に対しても佐原付近の新県境を利根川本流より北側の横利根川にするなどの懐柔工作が図られた。庸之助はこれに抵抗するが、地元においても反対派に向けての切り崩し工作が行われた結果、明治32年（1899年）についに県境変更法案が成立するに至った。その後、庸之助は立憲政友会に属したものの、程なく通算4期をもって政界から退くことになった。

## 親族
- 大須賀巌 - 長男[3]。香川県丸亀市長。